# Alocobisium himalaiense
Alocobisium himalaiense är en spindeldjursart som beskrevs av Beier 1976. Alocobisium himalaiense ingår i släktet Alocobisium och familjen spinnklokrypare. Inga underarter finns listade i Catalogue of Life.